# Azienda agricola statale

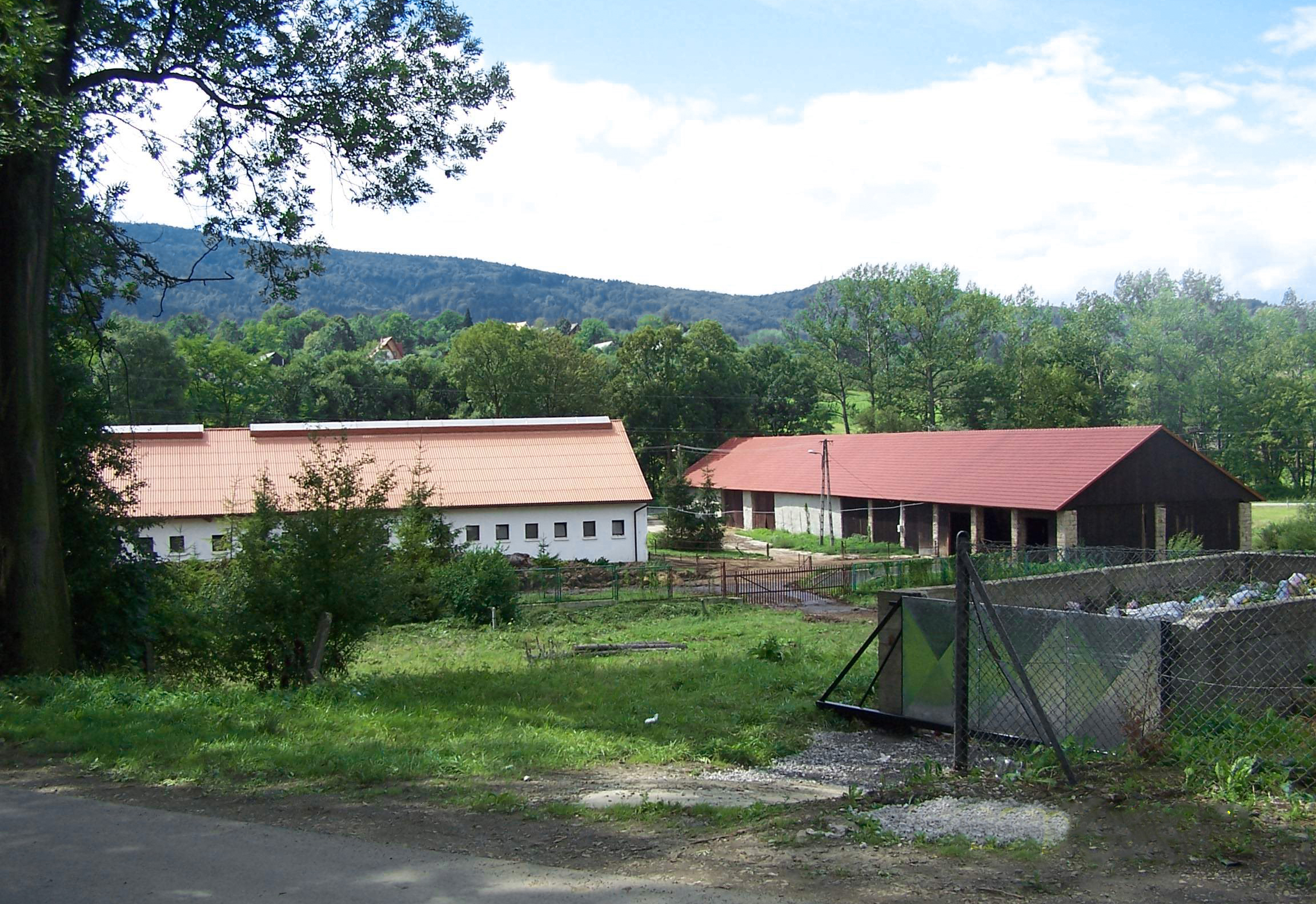
Un'ex azienda agricola statale a Szczyrzyc.

Le aziende agricole statali (in polacco Państwowe Gospodarstwo Rolne, IPA: [paj̃stfɔvɛ ɡɔspɔdarstfɔ rɔlnɛ], abbreviato in PGR) erano una forma di agricoltura collettiva nell'allora Polonia comunista simili ai sovchoz e ai kolchoz sovietici, nonché ai Volkseigenes Güt della Germania dell'Est.

## Storia
Istituite nel 1949, rappresentavano un'applicazione dell'idea socialista di proprietà delle terre agricole da parte del governo. Erano situate principalmente nei territori recuperati - le regioni precedentemente tedesche acquisite dalla Polonia dopo la seconda guerra mondiale - ma erano diffuse anche nel resto del Paese.
Queste aziende agricole presero spesso il controllo di fattorie appartenenti a monasteri e gestivano attività specializzate come l'allevamento di cavalli arabi, mucche e pesci, oltre alla produzione di semi certificati e patate; tuttavia, le PGR erano relativamente inefficienti e dipendevano dalle sovvenzioni governative. Dopo la caduta del regime comunista e l'adozione dell'economia di mercato in Polonia, la maggior parte delle PGR fallì rapidamente.
Con la legge del 19 ottobre 1991 sulle proprietà agricole del Tesoro, le fattorie collettive furono liquidate e i loro beni furono trasferiti all'Agenzia delle Proprietà Agricole del Tesoro (in polacco Agencja Własności Rolnej Skarbu Państwa): questo processo portò alla disoccupazione di 300-450 mila persone, ex lavoratori delle PGR. Le proprietà non vendute o affittate furono amministrate dall'Agenzia e gestite da amministratori nominati. La liquidazione delle fattorie statali comportò la riduzione delle attività di allevamento e coltivazione, con conseguente perdita di posti di lavoro e problemi economici nelle comunità locali, che dipendevano dalle PGR come principale datore di lavoro e organizzatore della vita sociale.
Il declino delle PGR causò danni significativi alle strutture delle comunità locali, non preparate alla nuova situazione economica, e portò alla devastazione delle proprietà a causa di furti e mancanza di sicurezza. Nonostante ciò, alcune delle fattorie specializzate continuano a esistere sotto il controllo dell'Agenzia delle Proprietà Agricole (in polacco Agencja Nieruchomości Rolnych).